# Шеломенцево
Шеломенцево (рос. Шеломенцево) — село у Єткульському районі Челябінської області Російської Федерації.
Входить до складу муніципального утворення Печенкінське сільське поселення. Населення становить 301 особу (2010).

## Історія
Від 1 березня 1924 року належить до Єткульського району Челябінської області.
Згідно із законом від 16 листопада 2004 року органом місцевого самоврядування є Печенкінське сільське поселення.

## Населення
| 2002 | 2010 |
| ---- | ---- |
| 325  | ↘301 |